# سیارک ۱۰۳۷۶
سیارک ۱۰۳۷۶ (به انگلیسی: 10376 Chiarini، نامگذاری:1996KW) ده هزار و سیصد و هفتاد و ششمین سیارک کشف شده‌است که در ۱۶ مه ۱۹۹۶ کشف شد.
قدر مطلق سیارک برابر ۱۳٫۶۰ است.